# Tyche sulae
Tyche sulae is een krabbensoort uit de familie van de Epialtidae. De wetenschappelijke naam van de soort is voor het eerst geldig gepubliceerd in 1982 door Von Prahl & Guhl.